# Naisten SM-sarja 2008/09
Die Saison 2008/09 war die 27. Austragung der höchsten finnischen Fraueneishockeyliga, der Naisten SM-sarja. Die Ligadurchführung erfolgt durch den finnischen Eishockeybund Suomen Jääkiekkoliitto. SM ist eine Abkürzung für suomenmestaruus (deutsch: Finnische Meisterschaft).

## Modus
Zunächst spielten alle Mannschaften eine einfache Runde mit Hin- und Rückspiel. Die letzten drei Mannschaften dieser Vorrunde nahmen an der Relegation mit drei Vertretern der zweithöchsten Liga teil. Die besten Sechs spielten eine weitere einfache Runde untereinander. Die beiden Besten der Finalrunde erreichten direkt das Halbfinale, die anderen vier spielten untereinander die zwei weiteren Halbfinalplätze aus. Die Play-offs wurden im Modus Best-of-Five durchgeführt. Um den Platz 3 gab es lediglich ein Spiel.

## Vorrunde
Die Vorrunde wurde mit allen Teilnehmern in einer einfachen Hin- und Rückrunde ausgetragen. Die Mannschaften auf den ersten sechs Plätzen qualifizierten sich für die Finalrunde. Die letzten beiden mussten um den Klassenerhalt in der Relegation kämpfen.
| Platz | Name                    | Spiele | S3 | S2 | N1 | N0 | Punkte | Tore    |
| ----- | ----------------------- | ------ | -- | -- | -- | -- | ------ | ------- |
| 1.    | Espoo Blues             | 14     | 13 | 0  | 0  | 1  | 39     | 111:014 |
| 2.    | Tampereen Ilves         | 14     | 10 | 1  | 0  | 3  | 32     | 075:030 |
| 3.    | Kärpät Oulu             | 14     | 8  | 1  | 1  | 4  | 27     | 052:031 |
| 4.    | Hämeenlinnan Pallokerho | 14     | 7  | 1  | 3  | 3  | 26     | 044:030 |
| 5.    | Hockey Cats Jyväskylä   | 14     | 6  | 1  | 1  | 6  | 21     | 037:045 |
| 6.    | Salo HT                 | 14     | 2  | 1  | 2  | 9  | 10     | 026:060 |
| 7.    | IHK Helsinki            | 14     | 1  | 2  | 0  | 11 | 7      | 020:072 |
| 8.    | LoKV Lohja              | 14     | 2  | 0  | 0  | 12 | 6      | 017:100 |

## Relegation
In der Relegation traten die beiden letzten der Naisten SM-sarja gegen die vier ersten der Divisioona in einer doppelten Hin- und Rückrunde an. Im Ergebnis hielten die beiden Erstligisten die Klasse.
| Platz | Name          | Spiele | S3 | S2 | N1 | N0 | Punkte | Tore  |
| ----- | ------------- | ------ | -- | -- | -- | -- | ------ | ----- |
| 1.    | IHK Helsinki  | 15     | 14 | 0  | 0  | 1  | 42     | 96:23 |
| 2.    | LoKV Lohja    | 15     | 11 | 1  | 0  | 3  | 35     | 57:33 |
| 3.    | APV Kuortane  | 15     | 6  | 3  | 1  | 5  | 25     | 48:42 |
| 4.    | Kärpät Pori   | 15     | 5  | 0  | 2  | 8  | 17     | 44:67 |
| 5.    | KalPa Kuopio  | 15     | 2  | 1  | 1  | 11 | 9      | 32:64 |
| 6.    | KS Noux Espoo | 15     | 2  | 0  | 1  | 12 | 7      | 31:79 |

## Hauptrunde
In der Hauptrunde wurde um die Qualifikation für das Halbfinale ermittelt. Die Ergebnisse der Vorrunde wurden dabei mitgenommen. Es wurde eine Einfachrunde (Hin- und Rückspiel) gespielt.
Tabelle der Spiele untereinander
| Platz | Name                    | Spiele | S3 | S2 | N1 | N0 | Punkte | Tore  |
| ----- | ----------------------- | ------ | -- | -- | -- | -- | ------ | ----- |
| 1.    | Espoo Blues             | 10     | 8  | 1  | 0  | 1  | 26     | 65:14 |
| 2.    | Tampereen Ilves         | 10     | 8  | 0  | 0  | 2  | 24     | 48:16 |
| 3.    | Kärpät Oulu             | 10     | 6  | 1  | 0  | 3  | 20     | 41:30 |
| 4.    | Hämeenlinnan Pallokerho | 10     | 4  | 0  | 2  | 5  | 14     | 24:25 |
| 5.    | Hockey Cats Jyväskylä   | 10     | 1  | 0  | 0  | 9  | 3      | 12:59 |
| 6.    | Salo HT                 | 10     | 1  | 0  | 0  | 9  | 3      | 13:59 |

Kumulierte Gesamttabelle (inkl. Vorrunde)
| Platz | Name                    | Spiele | S3 | S2 | N1 | N0 | Punkte | Tore    |
| ----- | ----------------------- | ------ | -- | -- | -- | -- | ------ | ------- |
| 1.    | Espoo Blues             | 24     | 21 | 1  | 0  | 2  | 65     | 176:028 |
| 2.    | Tampereen Ilves         | 24     | 18 | 1  | 0  | 5  | 56     | 123:046 |
| 3.    | Kärpät Oulu             | 24     | 14 | 2  | 1  | 7  | 47     | 093:061 |
| 4.    | Hämeenlinnan Pallokerho | 24     | 11 | 1  | 5  | 7  | 40     | 068:055 |
| 5.    | Hockey Cats Jyväskylä   | 24     | 7  | 1  | 1  | 15 | 24     | 049:104 |
| 6.    | Salo HT                 | 24     | 3  | 1  | 2  | 18 | 13     | 039:119 |

### Beste Scorerinnen
Abkürzungen: Sp = Spiele, T = Tore, V = Assists, Pkt = Punkte, SM = Strafminuten; Fett: Bestwert
| Spieler            | Mannschaft | Sp | T  | V  | Pkt | SM |
| ------------------ | ---------- | -- | -- | -- | --- | -- |
| Michelle Karvinen  | Blues      | 22 | 33 | 48 | 81  | 22 |
| Anne Helin         | Kärpät     | 24 | 32 | 30 | 62  | 12 |
| Piia Lallukka      | Blues      | 22 | 26 | 32 | 58  | 10 |
| Linda Välimäki     | Kärpät     | 24 | 29 | 18 | 47  | 14 |
| Oona Parviainen    | Blues      | 23 | 18 | 24 | 42  | 6  |
| Venla Heikkilä     | Ilves      | 23 | 17 | 25 | 42  | 31 |
| Jenni Pitkänen     | Kärpät     | 24 | 14 | 27 | 41  | 12 |
| Satu Niinimäki     | Ilves      | 24 | 15 | 25 | 40  | 18 |
| Annina Rajahuhta   | Blues      | 23 | 16 | 23 | 39  | 10 |
| Minnamari Tuominen | Blues      | 22 | 14 | 21 | 35  | 6  |
| Emma Terho         | Blues      | 19 | 2  | 32 | 34  | 6  |

## Play-offs

### Halbfinale
In den Halbfinalspielen am 3., 4., 7. und 8. März 2009 traten die Mannschaften auf den ersten vier Plätzen nach dem Modus Best-of-Five gegeneinander an; dabei spielte der 1. gegen den 4. und der 2. gegen den 3. Die besser platzierte Mannschaft hatte dabei zuerst Heimrecht.
|                               | Serie | 1                              | 2                   | 3                              | 4                   | 5 |
| ----------------------------- | ----- | ------------------------------ | ------------------- | ------------------------------ | ------------------- | - |
| Espoo Blues – HPK Hämeenlinna | 3:0   | 8:1 (0:0, 3:0, 5:1)            | 4:0 (0:0, 3:0, 1:0) | 6:0 (3:0, 0:0, 3:0)            | –                   | – |
| Ilves Tampere – Kärpät Oulu   | 3:1   | 2:3 n. V. (1:0, 0:1, 1:1, 0:1) | 4:2 (2:1, 0:1, 2:0) | 5:4 n. V. (2:1, 2:1, 0:2, 1:0) | 3:0 (3:0, 0:0, 0:0) | – |

### 3. Platz
Um den 3. Platz wurde lediglich ein Spiel ausgetragen. 
| 14. März 2009 | Kärpät Oulu | 4:5 n. V. (1:2, 2:1, 1:1, 0:1) | HPK Hämeenlinna |  |

### Finale
Die Finalserie im Modus Best-of-Five war bereits nach drei Siegen des Hauptrundenersten zu Ende. Die Spiele wurden am 14., 15. und 19. März 2009 ausgetragen.
|                             | Serie | 1                   | 2                   | 3                   | 4 | 5 |
| --------------------------- | ----- | ------------------- | ------------------- | ------------------- | - | - |
| Espoo Blues – Ilves Tampere | 3:0   | 2:1 (0:1, 0:0, 2:0) | 4:2 (1:0, 1:0, 2:2) | 4:1 (1:0, 2:0, 1:1) | – | – |

### Beste Scorerinnen
Abkürzungen: Sp = Spiele, T = Tore, V = Assists, Pkt = Punkte, SM = Strafminuten; Fett: Bestwert
| Spieler           | Mannschaft | Sp | T | V | Pkt | SM |
| ----------------- | ---------- | -- | - | - | --- | -- |
| Michelle Karvinen | Blues      | 6  | 8 | 8 | 16  | 6  |
| Piia Lallukka     | Blues      | 6  | 4 | 5 | 9   | 4  |
| Venla Heikkilä    | Ilves      | 7  | 3 | 6 | 9   | 4  |
| Vilja Lipsonen    | Ilves      | 7  | 2 | 6 | 8   | 12 |
| Linda Välimäki    | Ilves      | 7  | 3 | 4 | 7   | 6  |
| Terhi Mertanen    | Blues      | 6  | 4 | 2 | 6   | 4  |
| Johanna Koivula   | Ilves      | 7  | 4 | 2 | 6   | 0  |
| Emma Terho        | Blues      | 6  | 3 | 3 | 6   | 6  |
| Saija Tarkki      | Kärpät     | 5  | 3 | 2 | 5   | 0  |
| Annina Rajahuhta  | Blues      | 6  | 3 | 2 | 5   | 8  |